# Polysphaeria multiflora
Polysphaeria multiflora är en måreväxtart som beskrevs av William Philip Hiern. Polysphaeria multiflora ingår i släktet Polysphaeria och familjen måreväxter.

## Underarter
Arten delas in i följande underarter:
- P. m. multiflora
- P. m. pubescens